# كأس العالم للرجبي للسيدات 2006
كأس العالم للرجبي للسيدات 2006 (بالإنجليزية: 2006 Women's Rugby World Cup)‏ هو الموسم 5 من  كأس العالم للرجبي للسيدات. أقيم خلال الفترة 31 أغسطس 2006، وحتى 17 سبتمبر 2006، وبمشاركة  12 فريقاً، وفاز فيه منتخب نيوزيلندا الوطني لاتحاد الرغبي للسيدات.